# Herbert Crüger
Herbert „Tommy“ Crüger (* 17. Mai 1911 in Rixdorf (bei Berlin); † 17. Januar 2003 in Zeuthen) war ein deutscher Widerstandskämpfer gegen den Nationalsozialismus, KPD-Funktionär, Opfer der politischen Säuberungen in der DDR und Autor.

## Leben
Crüger wurde 1911 als Sohn eines Buchdruckers in Berlin geboren. Nach dem Besuch der Volksschule wurde er Schiffsjunge. Von 1928 bis 1931 erlernte er den Beruf eines Kaufmannes in Berlin, war danach arbeitslos.
Er wurde 1931 Mitglied der Hitlerjugend und kurze Zeit später der Nationalsozialistischen Arbeiter- und Bauernjugend, der Jugendorganisation der Kampfgemeinschaft Revolutionärer Nationalsozialisten von Otto Strasser bei. Kurze Zeit später trat er 1932 in den KJVD über. Von 1932 bis 1933 war er militärischer Leiter des Roten Frontkämpferbundes in Berlin-Neukölln.
Ab 1933 arbeitete er illegal innerhalb der SA für den Nachrichtendienst der KPD (AM-Apparat). 1934 wurde er enttarnt und verhaftet. Er konnte 1935 fliehen und emigrierte in die Tschechoslowakei, wo er sich der dortigen Gruppe der KPD anschloss. Er arbeitete ab 1936 in Prag wieder für den KPD-Nachrichtendienst. Von 1937 bis 1938 war er Mitarbeiter des Nachrichtendienstes der spanischen Republik in Barcelona. Ab 1938 studierte er in Zürich Kunstgeschichte und Archäologie. Er wurde 1940 in der Schweiz interniert, setzte jedoch nach dieser Internierung sein Studium fort. Ab 1943 war Crüger verantwortlich für die Herausgabe der Zeitschrift der Bewegung Freies Deutschland in der Schweiz.
Im Januar 1946 kehrte Crüger nach Deutschland zurück. Von 1946 bis 1948 war er Regierungsrat im Ministerium für Arbeit und Wohlfahrt in Hessen. 1948 wurde er Zweiter Sekretär der KPD in Südwürttemberg und 1950 Sekretär dieses Landesverbandes. Nachdem er Ende 1950 wegen seiner einstigen westeuropäischen Emigration Funktionsverbot innerhalb der KPD erhielt, siedelte Crüger 1951 in die DDR über, wo er von 1951 bis 1953 zuerst in Rostock an der dortigen Universität eine Aspirantur im Fach Archäologie belegte. Ab 1953 war er Dozent an der Humboldt-Universität zu Berlin.
Nach kritischen Diskussionen nach dem XX. Parteitag der KPdSU und seinem Einsatz für den verhafteten Bernhard Steinberger wurde Crüger selbst im März 1958 vom Ministerium für Staatssicherheit (MfS) verhaftet. Im Dezember 1958 wurde er in einem geheimen Prozess wegen schweren Staatsverrats zu acht Jahren Zuchthaus verurteilt. Ihm wurde der Status eines Verfolgten des Naziregimes aberkannt. Von 1959 bis 1961 war er in Bautzen inhaftiert. Nach seiner vorzeitigen Freilassung 1961 arbeitete er als wissenschaftlicher Assistent an der Akademie der Wissenschaften der DDR.
Im Mai 1990 wurde Crüger nach einem Kassationsverfahren politisch rehabilitiert. Im selben Jahr trat er in die PDS ein. Er war Mitglied der AG Ehemalige Spanienkämpfer.
Crüger war mit der Schauspielerin Mathilde Danegger verheiratet.

## Schriften
- Der Verlust des Objektiven. Zum Verhältnis von Vergangenheit und Gegenwart in der historischen Erkenntnis. Akademie-Verlag, Berlin 1975.
- Herbert Crüger, Gerhard Bartsch, Christian Zak: Geschichte als gesetzmäßiger Prozess. Dietz-Verlag, Berlin 1976.
- Verschwiegene Zeiten. Vom geheimen Apparat der KPD ins Gefängnis der Staatssicherheit. Linksdruck-Verlag, Berlin 1990, ISBN 3-86153-002-3.
- Ein alter Mann erzählt. Lebensbericht eines Kommunisten. GNN-Verlag, Schkeuditz 1998, ISBN 3-932725-49-2. Rezension